# Kasteel Koude Keuken

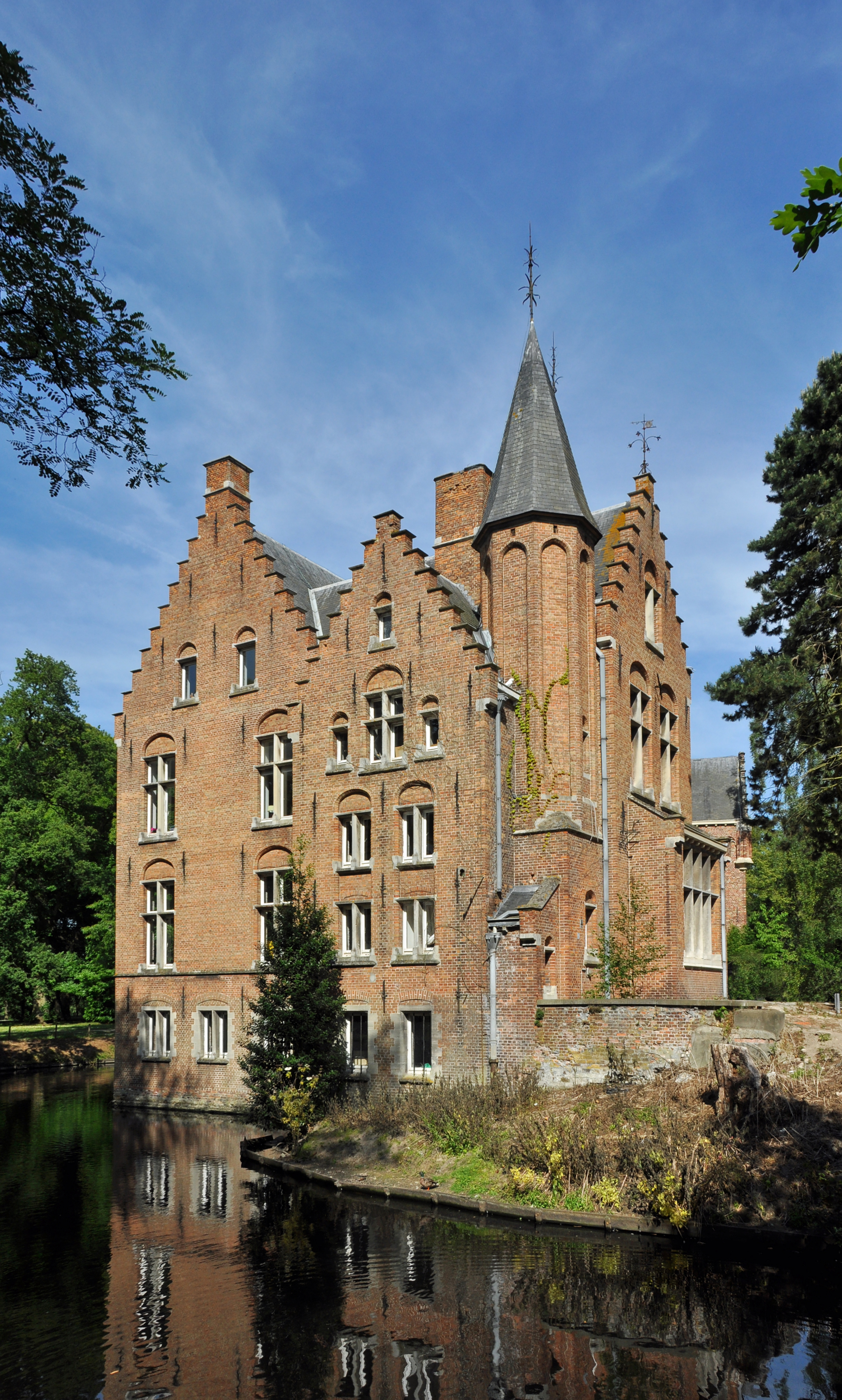
Kasteel Koude Keuken

Het Kasteel Koude Keuken is een kasteel in de tot de West-Vlaamse stad Brugge behorende deelgemeente Sint-Andries, gelegen aan Zandstraat 272.

## Geschiedenis
Het landgoed werd voor het eerst vermeld in 1369 als leen van de Burg van Brugge. In 1435 was sprake van  't goed Ter Straeten en in 1530 van het goed ter Coudekeuckene. Het kasteel had een opperhof en een neerhof en was gelegen binnen een ovale omgrachting.
Omstreeks 1900 werd het kasteel ingrijpend verbouwd in historiserende stijl naar plannen van Charles De Wulf, voor rekening van Joseph Kervyn de Lettenhove. Het poortgebouw en een deel van de achtergevel bleef behouden.
Van 14 tot 28 mei 1940 deed het gebouw dienst tijdens de Achttiendaagse Veldtocht als militair hoofdkwartier van het Belgisch leger. Koning Leopold III was er dagelijks aanwezig. Hier grepen verschillende stormachtige discussies plaats tussen hem en de leidinggevende ministers uit de regering-Hubert Pierlot.
Na de Tweede Wereldoorlog werd het domein eigendom van de gemeente Sint-Andries, vanaf 1971 van de stad Brugge, en het fungeerde als recreatie- en natuurgebied, terwijl het kasteel restaurant werd. In 2004 werd het kasteel aan een particulier verkocht.

## Gebouw
Het kasteel heeft een eeuwenoud poortgebouw met een stenen brug over de deels verdwenen gracht. Verder is er een conciërgewoning en een L-vormig kasteel, van ongeveer 1900. Het kasteel bevat enkele salons. Het groot salon is in neoclassicistische stijl.
In het park bevindt zich een hoeve, eveneens van ongeveer 1900.